# بوبي تومسون (لاعب كرة قاعدة)
بوبي تومسون (بالإنجليزية: Bobby Thompson)‏ هو لاعب كرة قاعدة أمريكي، ولد في 3 نوفمبر 1953 في تشارلوت في الولايات المتحدة، وتوفي في 25 أبريل 2011.

## وصلات خارجية
- بوبي تومسون على موقعبيزبول رفرنس.كوم (الدوري الرئيسي) (الإنجليزية)
- بوبي تومسون على موقعبيزبول رفرنس.كوم (الدوري الثانوي) (الإنجليزية)